# Lista de bairros de Caruaru
Esta é uma listagem alfabética de bairros da cidade de Caruaru, no  estado de Pernambuco.

## A
- Agamenon Magalhães
- Alto do Moura

## B
- Boa Vista

## C
- Caiucá
- Cedro
- Centenário[3]
- Cidade Alta[4]
- Cidade Jardim[5]

## D
- Deputado José Antônio Liberato[6]
- Divinópolis

## I
- Indianópolis

## J
- Jardim Panorama[7]
- João Mota
- José Carlos de Oliveira[8]

## K
- Kennedy[9]

## L
- Luiz Gonzaga[10]

## M
- Manoel Bezerra Lopes[11]
- Maria Auxiliadora[12]
- Maurício de Nassau
- Monte Bom Jesus[13]

## N
- Nossa Senhora das Dores
- Nossa Senhora das Graças[14]
- Nova Caruaru
- Nina Liberato[15]

## P
- Petrópolis[16]
- Pinheirópolis[17]

## R
- Rendeiras[18]
- Riachão

## S
- Salgado
- Santa Rosa
- São Francisco
- São João da Escócia[19]
- São José[20]
- Serras do Vale[21]
- Severino Afonso[22]

## U
- Universitário

## V
- Vassoural
- Verde[23]